# Le Souffleur (La Réunion)
Pour les articles homonymes, voir Souffleur.
Le Souffleur est une curiosité naturelle située sur le littoral de la commune de Saint-Leu, à La Réunion. Sous les coups répétés de la houle, un violent jet d'embruns monte dans les airs jusqu'à plusieurs mètres.
Une particularité du littoral magmatique est à l'origine de ce phénomène. En effet, il forme à cet endroit une grotte sous-marine terminée par une petite ouverture. L'eau qui s'engouffre dans la cavité met sous pression l'air présent dans celle-ci qui s'échappe par l'ouverture finale, emportant avec lui une multitude de gouttes d'eau.
Il existe d'autres formations de ce type ailleurs dans le monde, que l'on peut aussi appeler « souffleurs » par extension, ou « trompettes à marée » comme en Polynésie française.

Le Souffleur de La Réunion
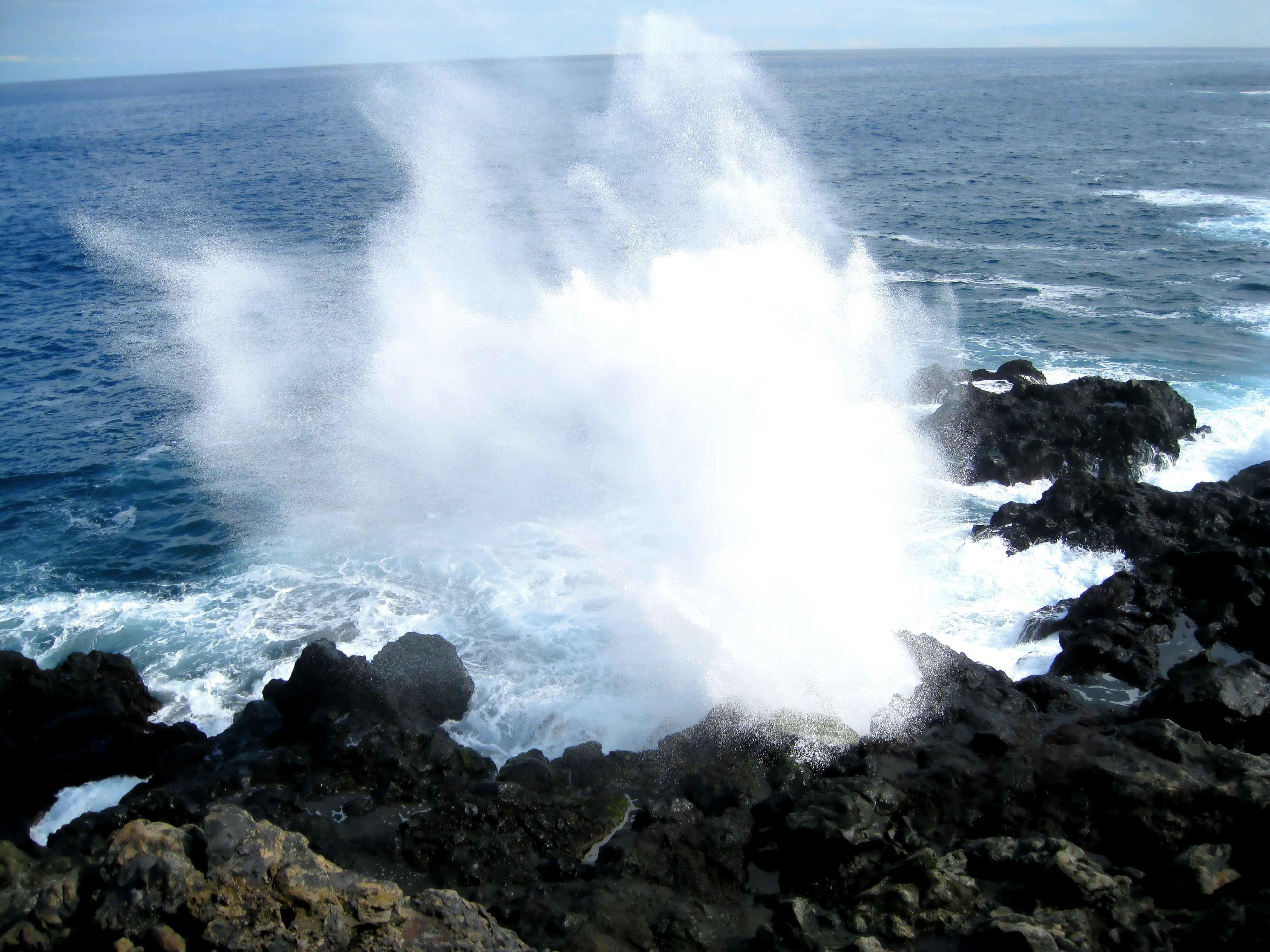
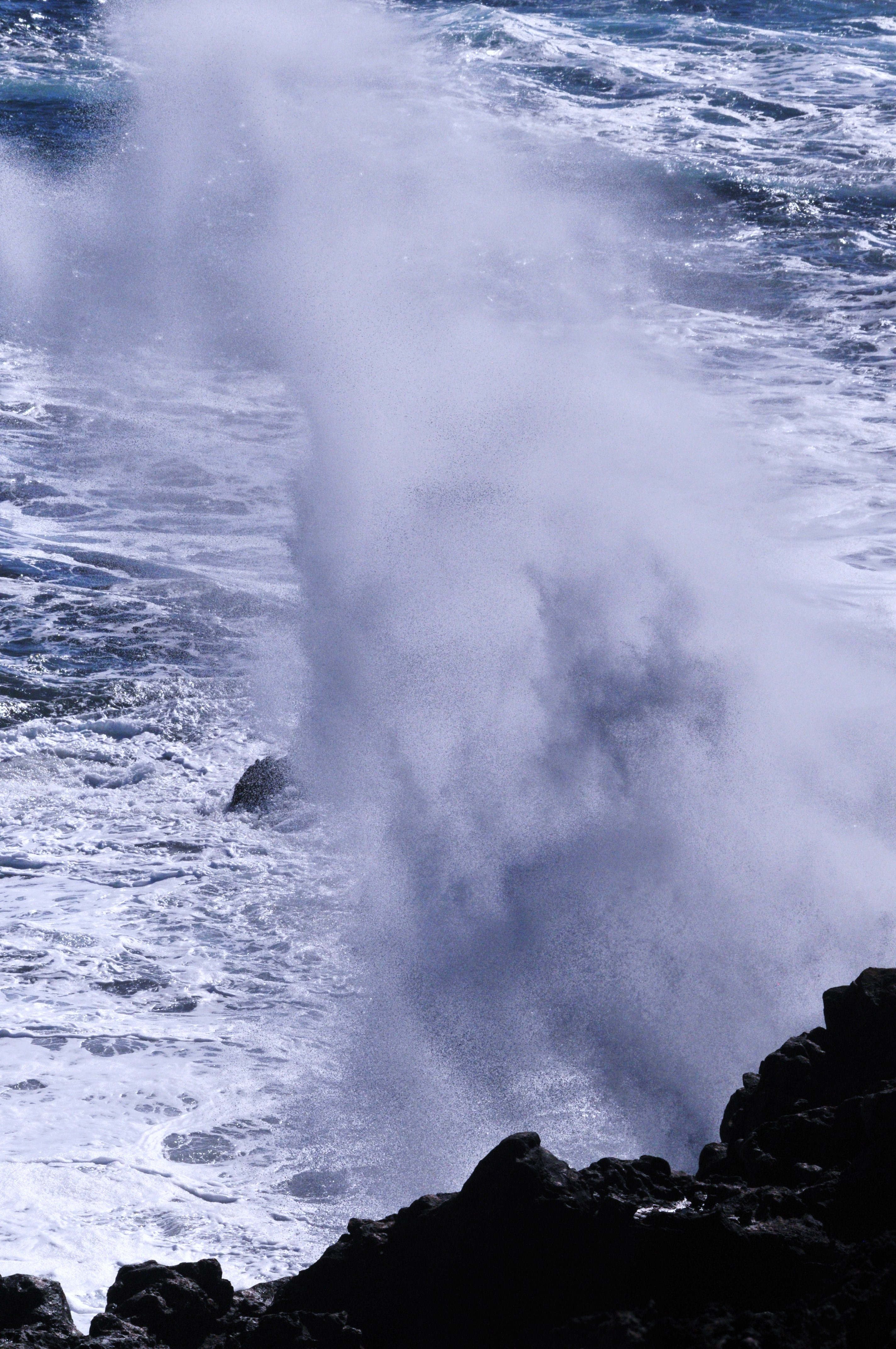
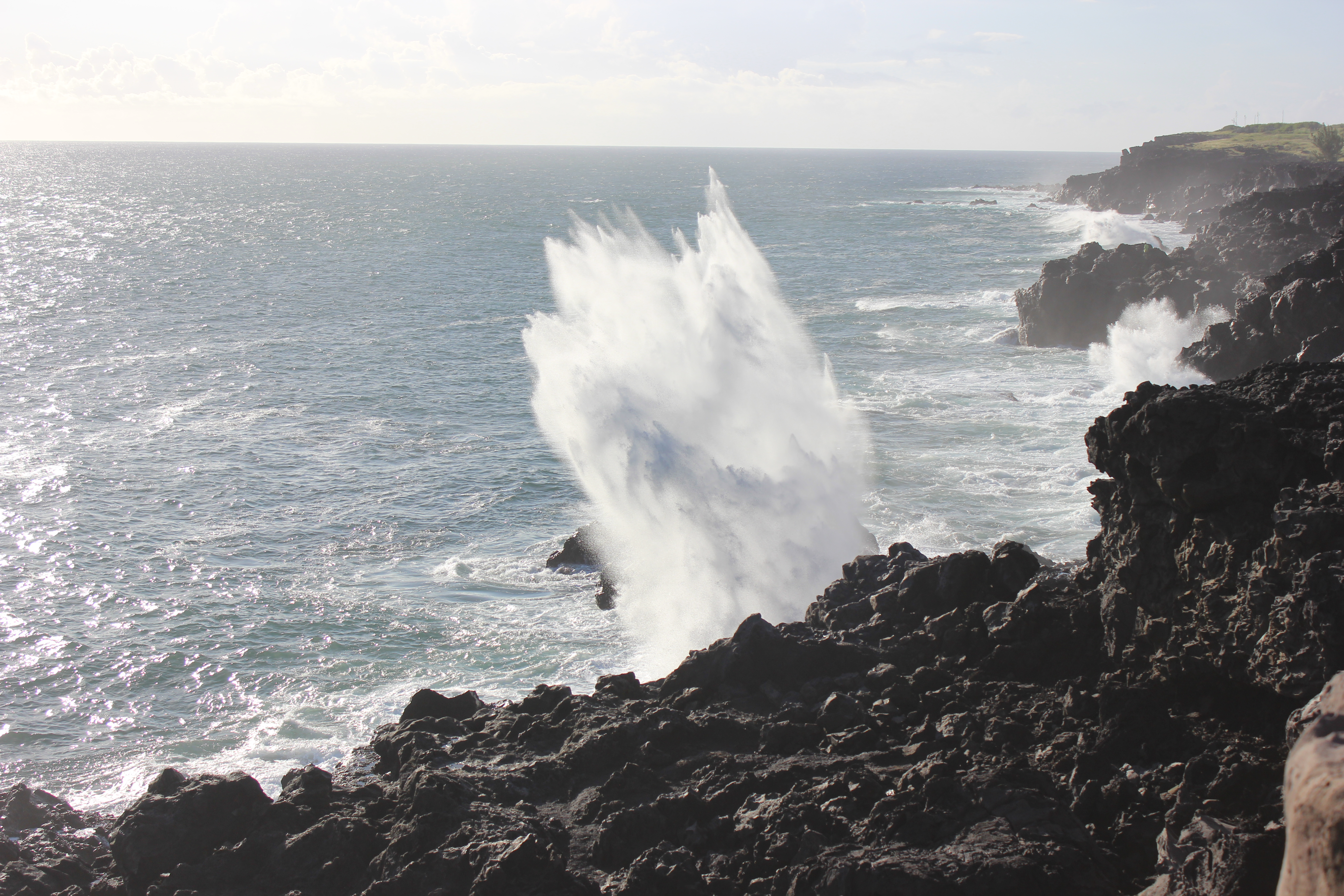